# Марія (співачка)
Марія Панайотова Кірова-Гущерова (болг. Мария Панайотова Кирова-Гущерова), більш відома як Марія (болг. Мария); нар.. 13 січня 1982, Стара Загора, Болгарія) — болгарська поп-фолк-співачка.

## Біографія
Марія народилася 13 січня 1982 року в місті Стара Загора. Її батько — відомий болгарський борець Сергій Кіров, крім Марії в родині була молодша сестра Ірена. Коли Марії було 10 років, їх батьки розлучилися. Вона проводила кожне літо у бабусі. Навчалася в музичній школі у Стара Загора по класу гри на контрабасі. Перервала навчання через ураження електричним струмом. В результаті цього у неї не працювали пальці.

### 2000—2005: початок кар'єри, успіх і знаменита реклама
У 2004 році Марія брала участь в рекламі пивної компанії «Аріана». Вона відкривала пляшку пива ножем, прихованим у її декольте, чому отримала собі прізвисько Мара-відкривачка, а потім вона стала обличчям телефонної компанії «Мтел». У 2005 році була визнана найкрасивішою жінкою року в Болгарії в передачі «10 найкращих».

### 2006—2008: шлюб, материнство і перерву в кар'єрі
У 2006 році Марія була гостею передачі «Горещо», де разом з Венетою Райковою вибирала весільну сукню. Вона вирішила зробити перерву в кар'єрі заради сім'ї.

### 2013—2016: експерименти та «Твоите сто особи»
У січні 2013 року Марія в інтерв'ю для передачі «Зоряно» на телеканалі «Планета» розповіла, що вона записала нову пісню «Мен ізбра» (Я вибрала), актором слів якої став румунський співак і продюсер Кістки Іоніце.
Два роки Марія експериментувала у жанрі поп-музики, записала три дуети з Азісом, кілька дуетів з реперами та сучасне аранжування народної пісні.
На початку 2016 року Марія випустила хіт «Мръсни думи говори» (рос. Брудні слова говорити) і відеокліп з Фікі і Азисом. На щорічній премії телеканалу «Планета» Марія виграла в номінації «Альбом року» за альбом Твоите 100 особи (рос. Твои 100 лиц).

## Особисте життя
У 2008 році вийшла заміж за Дмитра. Має доньку Мараю (28 липня 2008), названу на честь співачки Мераю Кері. У 2011 році розлучилися.
У 2015 році вийшла заміж за Християна Гущерова, через три роки розлучилася

## Дискографія

### Студійні альбоми
- 2000 — Спомен / Воспоминания
- 2001 — Първа луна / Первая луна
- 2003 — Истинска / Реальная
- 2004 — Мария
- 2005 — Осъдена душа / Приговорённая душа
- 2006 — Единствен / Единственный
- 2012 — XIII / Тринадцать
- 2015 — Твоите 100 лица

### Збірники
- 2013 — The best of Maria / Лучшие хиты Марии
- 2013 — Златните хитове на Мария / Золотые хиты Марии